# Контеса Ентелина
Контеса Ентелина (итал. Contessa Entellina) је насеље у Италији у округу Палермо, региону Сицилија.
Према процени из 2011. у насељу је живело 1754 становника. Насеље се налази на надморској висини од 530 м.

## Становништво
| 1931. | 1936. | 1951. | 1961. | 1971. | 1981. | 1991. | 2001. | 2011. |
| ----- | ----- | ----- | ----- | ----- | ----- | ----- | ----- | ----- |
| 2.301 | 2.597 | 2.894 | 2.669 | 2.207 | 2.041 | 2.052 | 1.985 | 1.865 |